# Satchelliella palustris
Satchelliella palustris és una espècie d'insecte dípter pertanyent a la família dels psicòdids que es troba a Europa: entre d'altres, França (incloent-hi l'illa de Còrsega), les illes Britàniques, Alemanya, Dinamarca, Suècia, Finlàndia, Lituània, Grècia, Bèlgica i els Països Baixos.